# ستروشك (فلم)
ستروشك (بالألمانية: Stroszek) فيلم من تأليف وإخراج المخرج الألماني فرنر هرتزوغ 1977 من نوع أفلام الملهاة المأساوية من بطولة برونو إس. وكليمنس شيتز، صُورت الأحداث في بلاينفيلد، ويسكونسن، وألمانيا، وكارولاينا الشمالية.
صدر الفيلم إلى دور عرض ألمانيا الغربية في 20 مايو 1977.
منح موقع قاعدة بيانات الأفلام على الإنترنت (IMDB) الفيلم درجة 7.8/ 10.

## أحداث الفيلم
يخرج «برونو ستروشك» من السجن (أطلق المخرج أسماء الممثلين الحقيقية على ابطال فيلمه) ويحذره رجال السجن من العودة للمسكرات لأنها السبب في كل ما اقترف من جرائم والتي تؤدى به إلى السجن، ولكن «برونو» يتوجه بعد خروجه من السجن إلى حانات الشرب. في الحانات يجد العاهرة «ايفا» والقواد يعنفها ويتخلص منها ولا تجد مكان تقيم فيه فيدعوها «برونو» للسكن معه في البيت الذي مازال مالك السكن يحتفظ به لبرونو. يعود «برونو» لعمله الغير مربح كعازف موسيقى في شوارع برلين ولكنه لا يسلم من مضايقات قواد صديقته «ايفا» ولهذا ينصحه جاره العجوز «سكيتز» بأن يأخذ «ايفا» ويسافر معه إلى الولايات المتحدة وبالتحديد لولاية «ويسكونسين» حيث ان له قريب يعمل هناك، ويعتذر «برونو» لعدم وجود المال اللازم للطيران والتأشيرات ولكن «ايفا» تحل المشكلة وتخرج لعملها وتعود بالمبلغ المطلوب. نشاهد العجوز «سكيتز» و«برونو» و«ايفا» في شوارع أمريكا وهم يشتروا سيارة مستعملة ويصلوا إلى القرية التي يعمل بها «كلايتون» قريب العجوز «سكيتز». يعمل «برونو» ميكانيكى وتعمل «ايفا» نادلة في مقهى ويتجه العجوز «سكيتز» إلى تجميع آلة لقياس مغناطيسية الحيوان. تتأزم الامور وتحت ضغط قلة المال وحجز البنك على بيتهم ومحتوياته، تهرب «ايفا» مع بعض سائقى الشاحنات، وينطلق العجوز «سكيتز» مسلحا ببندقية ومصطحبا «برونو» إلى سرقة بنك بعد ان يجتمع رأيهما على انهما ضحية مؤامرات كل من حولهم. يهاجم الاثنان محل حلاقة لأن البنك كان مغلق وتكون حصيلة السرقة فقط 32 دولار. يغادر «برونو» والعجوز محل الحلاقة إلى السوبرماركت القريب من المحل المسروق لشراء بعض المأكولات ونسمع صافرات سيارات الشرطة ويتم القبض على العجوز بينما لا يلحظ الشرطيين وجود «برونو»! ينطلق «برونو» بالبندقية وديك رومى مجمد أشتراه من السوبرماركت ليصل لمكان عمله بالجاراج ويستولى على شاحنة سحب وينطلق إلى الجبال. في مدينة صغيرة يترك «برونو» الشاحنة تسير في مسار دائرى ويدخل إلى مزار للسائحين حيث تعزف الدجاجة بيانو، وتقرع البطة الطبلة، ويركب الارنب عربة، ويركب «برونو» مصعد التزلج ويبعد عن الانظار ونسمع طلقة رصاصة واحدة.

## الإنتاج
نشأت فكرة هذا الفيلم في ذهن فرنر هرتسوغ اثناء إنتاج فيلمه فويسك حيث أنه كان يعتزم اسناد بطولة «فويسك» للشاب برونو شلاينستاين وهو الشاب الذي لم يمثل من قبل ولكن التقطه هرتسوغ ليقوم ببطولة فيلمه الرائع لغز كاسبار هاوزر 1974 ولكن أثناء الاستعداد لتصوير فويسك أدرك هرتسوغ أن البطولة لا تصلح إلا لبطله المفضل «كلاوس كينسكى» واضطر للاعتذار للشاب برونو ووعده بكتابة فيلما خاصا ليقوم ببطولته، ولهذا فان كتابة هذا الفيلم قصد به هرتسوغ رسم شخصية «برونو». كتب «هرتسوغ» الفيلم في أربعة أيام واشتق بعض أحداث الفيلم من حياة برونو.

## استقبال ونقد الفيلم
موقع الإنترنت السينيمائى «الطماطم الفاسدة» منح هذا الفيلم درجة قبول 195% بناء على 19 مقالة للنقاد. في جريدة «نيويورك تايمز» كتب الناقد السينيمائى «فنست كانبى» أن هذا الفيلم هو (صورة طريق) يذكرنى بفيلم « السائق البسيط» أو «ايزى رايدر» ولكن بدون عواطف أو ارتياب سياسى، أنه فيلم مرعب وعفوى  ومليء بالعواطف غير المتوقعة تمامًا. «جينى سيسكل» الناقد السينيمائى لجريدة «شيكاغو تريبيون» منح هذا الفيلم أعلى درجة منحها لفيلم وهي (أربعة نجوم) ووضع الفيلم في المرتبة العاشرة لأفضل افلام شاهدها عام 1978 ووصفه انه فيلم (غريب – مضحك – محطم للقلوب). مجلة «فارايتى» الأمريكية وصفت الفيلم بأنه صورة مزاجية متداخلة وتبدو انها تتلاشى وتصل إلى الذورة ثلاث مرات قبل نهاية الفيلم. الناقد السينيمائى الامريكى «تشارلز تشامبلن» لجريدة «لوس انجليس تايمز» قال عن الفيلم انه قطعة عمل غريبة ومبتكرة، وإذا طغت على هذا العمل في الثلث الاخير رموز خاصة قد تخيب آمال بعضنا ولكن النصف الأول ادهشنا بالقوة الرائعة والمصداقية الوحشية. الكاتبة والناقدة «بينلوب جليات» كتبت في مجلة «النيويوركر» انه فيلم شاعرى ورائع عن شخص في وجود صعب. كتب «جارى ارنولد» في جريدة «الواشنطون بوست» نقد أقل حماسة من غيره فقال ان الفيلم مثال مقنع ويأس وملئ بالمناشدة لقليل من التعاطف! اما «معهد الفيلم البريطانى» في نشرته الشهرية فقد كان تعليقه ليس ايجابيا تماما حيث يقول عن المخرج «هرتسوج» ليس لديه شيء يقدمه بعيدا عن نفسه أو من حوله من الاشخاص ويأمل المعهد أن يستطيع «هرتسوغ» أن يجد مناطق آخرى غير مألوفة لديه ليقدمها في القريب. «جيوف أندرو» الكاتب والمحاضر عن السينيما كتب في مجلة «تايم أوت» أن كوميديا «هرتسوغ» تعمل بشكل جيد، ولان خيال المخرج الغريب من نوعه، يجد نقطة جيدة في مناطق أمريكا البيضاء الفقيرة وهي الأكثر طلبا لدى المشاهد ولكن جوهر اليأس في الفيلم هو الذي يلتهم كل شيء في النهاية. في عام 2002 كتب الناقد السينيمائى «روجر ايبرت» لجريدة «شيكاغو سان تايمز» ان هذا الفيلم واحد من أغرب الافلام على الإطلاق ووضعه في قائمة «الافلام العظيمة».

## الفيلم في الحياة العامة
المغنى البريطانى «ايان كيرتس» في فريق البونك المسمى «جوى ديفيجان» كان آخر شيء قام به قبل ان ينتحر في 1980 هو مشاهدة هذا الفيلم وسماع أغنية المغنى «ايجى بوب» والمسماة «الغبى» Iggy Pop - The Idiot.
المشهد الاخير في هذا الفيلم ظهر في فيلم آخر إنتاج عام 2002 تحت عنوان «24 ساعة حفلة للناس 24 Hour Party People» وايضا في فيلم إنتاج عام 2007 تحت عنوان «كونترول» اما فريق موسيقى الروك الالكترونية المسمى «راتاتات Ratatat» وفي البومه الرابع الصادر عام 2010 فقد وضع الفريق حوار من فيلم «ستروشك» في نهاية أغنية «بيلار» لتبدأ أغنية «عقاقير».

## وصلات خارجية
- مقالات تستعمل روابط فنية بلا صلة مع ويكي بيانات